# Cromileptes
Cromileptes is een monotypisch geslacht van straalvinnige vissen uit de familie van zaag- of zeebaarzen (Serranidae). Het geslacht is voor het eerst wetenschappelijk beschreven in 1839 door Swainson.

## Soort
- Cromileptes altivelis (Valenciennes, 1828) – Panterbaars